# LWL-Landesmuseum für Kunst und Kulturgeschichte

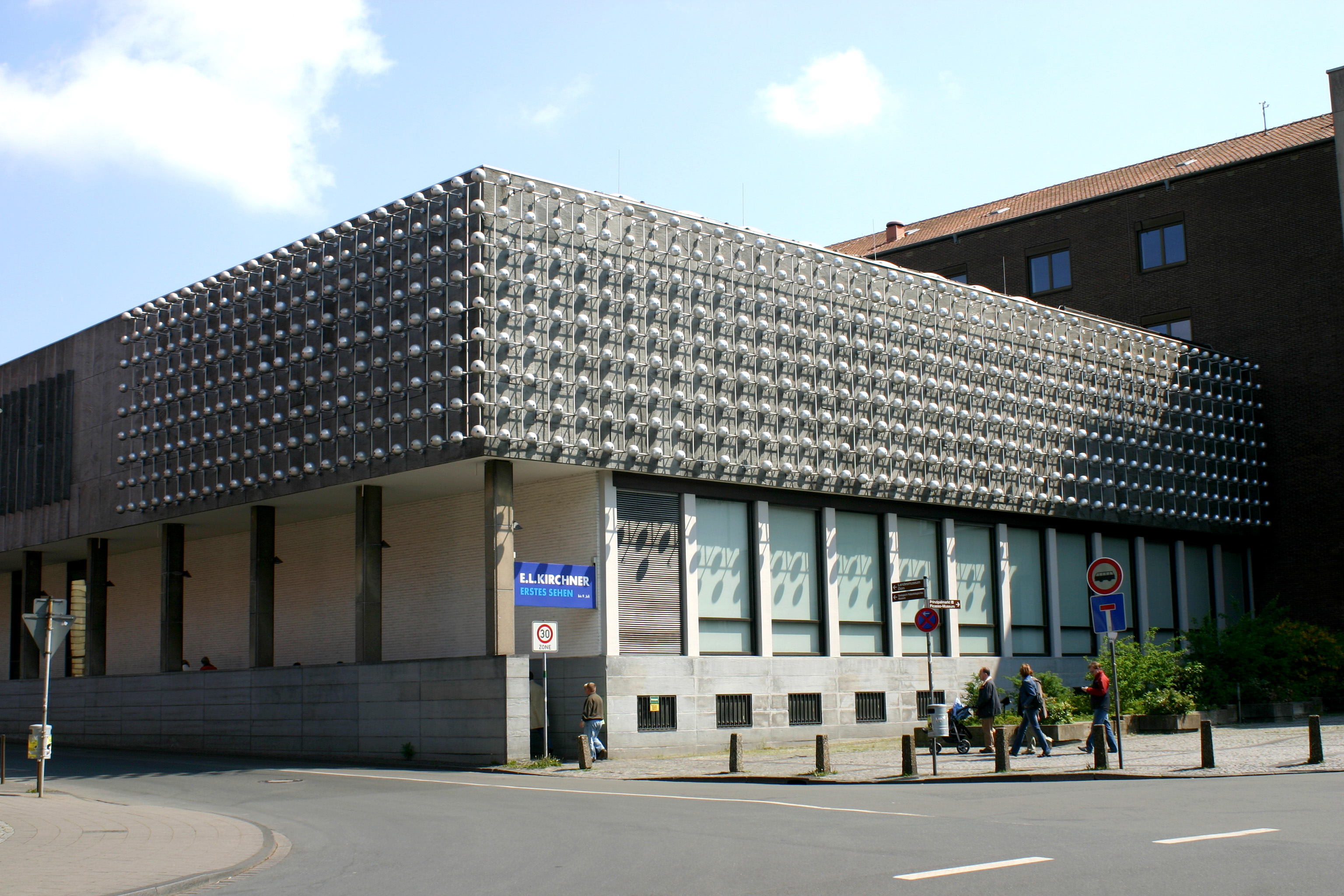
Silberne Frequenz av Otto Piene på baksidan av museitillbyggnaden

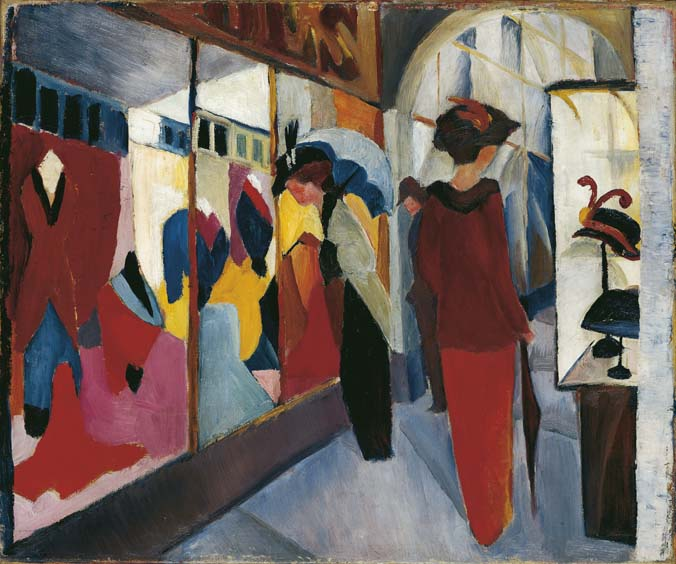
Modegeschäft av August Macke

LWL-Landesmuseum für Kunst und Kulturgeschichte är ett konst- och kulturmuseum i Münster i  Nordrhein-Westfalen i Tyskland. Museet har stora samlingar av målningar och skulptur från internationell gotik till Lucas Cranach den äldre och Lucas Cranach den yngre och har också specialiserat sig på målningar från konströrelserna Der Blaue Reiter och Die Brücke, särskilt på verk av August Macke.
Museet etablerades 1908 som Landesmuseum des Westfälischen Provinzialverbandes av provinsen Westfalen på basis av samlingar tillhörande Verein für Geschichte und Altertumskunde Westfalens och Westfälischen Kunstverein. Det låg då vid Münsteraner Domplatz. Museibyggnaden skadades av flygbombardemang under andra världskriget, men byggdes upp igen efter 1945. 
Det tog 2013 namnet Westfälisches Landesmuseum für Kunst und Kulturgeschichte och flyttade 1914 in i en tillbyggnad till den ursprungliga byggnaden, som hade ritats av Volker Staab (född 1957). Museet förfogar därefter över 7.500 kvadratmeter, varav 1.800 kvadratmeter utställningsyta,